# Резолюция 140 на Съвета за сигурност на ООН
Резолюция 140 на Съвета за сигурност на ООН е приета на 29 юни 1960 г. по повод кандидатурата на Република Малагаси (Мадагаскар) за членство в ООН. С Резолюция 140 Съветът за сигурност препоръчва на Общото събрание на ООН Република Малагаси да бъде приета за член на Организацията на обединените нации.